# Terzo viaggio di Cristoforo Colombo
Segue il dettaglio del terzo viaggio di Cristoforo Colombo

## Preparazione
Dopo due anni trascorsi in Castiglia, dove viveva con padre Bernaldez, diventò amico di padre Gorricho, incontrò a Burgos i re spagnoli e cercò di distrarre i reali del mancato profitto promesso dell'oro con gli schiavi offerti, argomento assai discusso. In suo aiuto giunse il cartografo Jaume Ferrer de Blanes, preoccupato del destino del possibile continente ancora da scoprire: se fosse stato a sud delle terre sinora scoperte poteva toccare al Portogallo. Quindi, convinti i reali della necessità di una nuova spedizione e di reperire la somma necessaria per il viaggio, Colombo riuscì ad armare sei navi, con un equipaggio di circa 300 marinai.

## Il viaggio
La flotta, partita il 30 maggio 1498, si diresse verso Gomera, dove le sei navi si divisero: tre proseguirono con Colombo, altre tre verso le rotte ormai consolidate, verso Dominica. L'ammiraglio proseguì con la flotta ridotta verso le isole di Capo Verde, da dove raggiunse Trinidad il 31 luglio 1498.
Nell'agosto dello stesso anno Colombo esplorò il golfo di Paria ed il delta dell'Orinoco, nell'attuale Venezuela, non accorgendosi che si trattava di un continente e non di piccole isole. Decise di non sbarcare, ma inviò dei marinai che incontrarono terre ricche di perle. Il golfo era pieno d'acqua dolce per via del fiume; in una nota del diario del 14 agosto, trascritto da Las Casas, si legge che il dubbio che fosse un nuovo continente era affiorato nella mente di Colombo.
Giunse ad Hispaniola l'11 agosto del 1498 e cercò la nuova città fondata dal fratello Bartolomeo Colombo, Santo Domingo. Vi giunse alla fine del mese e vi trovò un altro fratello, Giacomo.
Francisco Roldán, l'alcade di Isabela, nel 1499, con molti uomini al seguito si ribellò ai tre fratelli. Bartolomeo inutilmente cercò una tregua, così Roldàn e i disertori lasciarono Santo Domingo per Xaraguà.
I sovrani cattolici, avvertiti dai reduci dei disordini sull'isola e leggendo delle strane pretese avanzate da Colombo nella sua missiva, inviarono nel 1500 Francisco de Bobadilla, in risposta in parte alle sue richieste, per far luce sull'accaduto. Questi, appena giunto, vide il cadavere di due spagnoli. Intanto Adrian de Muxica, uno dei secondi di Roldàn, venne ucciso.
Bobadilla, resosi conto della situazione, arrestò prima Diego, l'unico rimasto in città, poi Colombo e Bartolomeo e li ricondusse in patria nel mese di ottobre 1500, sulla Gorda, una caravella. Giunsero nello stesso mese a Cadice. All'arrivo, Colombo, ancora incatenato diede ad un ufficiale una lettera che doveva consegnare a Donna Juana, sorella di Antonio de Torres, confidente della regina. Saputo delle condizioni dell'ammiraglio, i reali si arrabbiarono con Bobadilla e Colombo venne liberato, ma dovette rinunciare al titolo di viceré.